# Белорусская торгово-промышленная палата
Белорусская торгово-промышленная палата (БелТПП) — негосударственная некоммерческая организация в Республике Беларусь, созданная в целях содействия развитию предпринимательской деятельности и интегрирования экономики Республики Беларусь в мировую хозяйственную систему.
БелТПП создана в результате реорганизации общественного объединения «Белорусская торгово-промышленная палата» в негосударственную некоммерческую организацию.
Организация является участником Международной торговой палаты и Ассоциации Европейских Торгово-промышленных палат.
Членами БелТПП являются юридические лица и индивидуальные предприниматели Республики Беларусь. Общее количество членов — 2660.
Центральный аппарат БелТПП расположен по адресу Минск, Коммунистическая улица, 11.

## История
История организации начинается в 1952 году, когда распоряжением Совета Министров СССР в Минске образовано отделение Торгово-промышленной палаты СССР. В 1963 году филиал белорусского отделения Всесоюзной ТПП СССР был также создан в Бресте.
Спустя 9 лет, в 1972 Белорусское отделение ТПП СССР преобразовано в Торгово-промышленную палату Белорусской ССР, которая затем была переименована в Торгово-промышленную палату Республики Беларусь.
В 1992 в региональные отделения Палаты были преобразованы производственные фирмы «Брествнешсервис», «Витебсквнешсервис», «Гомельвнешсервис», «Гродновнешсервис», «Минсквнешсервис» и «Могилеввнешсервис». Спустя 2 года при Торгово-промышленной палате образован Международный арбитражный суд.
Своё теперешнее имя организация получила в 1994 году. Именно тогда Торгово-промышленная палата Республики Беларусь быда переименована в Белорусскую торгово-промышленную палату. Статус Палаты как негосударственной некоммерческой организации был определен в 2001 согласно Указу Президента Республики Беларусь.
В 2010 году Белорусская торгово-промышленная палата определена национальной координирующей организацией по исполнению проекта международной технической помощи EAST-INVEST (Инвестиции на Восток), реализуемого Ассоциацией Европейских Торгово-промышленных палат в рамках программы «Восточное партнерство».

## Международные связи
Белорусская торгово-промышленная палата поддерживает связи с Торгово-промышленными палатами стран СНГ и Торгово-промышленными палатами других зарубежных стран, включая Австрию, Бельгию, Бразилию, Великобританию, Венгрию, Германию, Грецию, Египет, Индию, Иран, Канаду, Китай, ОАЭ, Польшу, США, Франция и др.
Также Белорусская торгово-промышленная палата является членом Международной торговой палаты, Всемирной Федерации Торговых Палат, Европалаты и Ганзейского парламента.

## Руководство
В данный момент времени, с 6 апреля 2022,  должность председателя занимает Михаил Михайлович Мятликов.

Денис Владимирович Мелешкин — Заместитель председателя БелТПП (с 16 марта 2020 года).

### Бывшие председатели
- Бобров, Владимир Николаевич[11] (27 ноября 2001[12] — 2007)
- Романов, Василий Васильевич (14 ноября 2007[13] — 2011)
- Мятликов, Михаил Михайлович (2011[14] — 12 июля 2016[15])
- Улахович, Владимир Евгеньевич[16] (10 августа 2016 - 10 марта 2022)